# نخل گوآدالوپ
نخل گوآدالوپ (نام علمی: Brahea edulis) نام یک گونه از تیره نخل و بومی جزایر گوآدالوپ در مکزیک می‌باشد. این گیاه جزو یکی از نخل‌های بادبزنی است که در اندازه‌های متوسط دیده شده و تا حدود ۴٫۵ تا ۱۳ متر ارتفاع رشد می‌کند و گیاهی کند رشد نیز می‌باشد.